# Homobasidiomicètides
Les homobasidiomicètides (Homobasidiomycetidae) són una antiga subclasse de la classe Agaricomycetes dins el regne dels fongs. L'altra subclasse és Gasteromycetidae.